# Капа (облачение)
Капа, или плувиал (итал. pluviale, cappa, mantus от лат. pluvia — дождь) — элемент литургического облачения католического и англиканского клирика.

## Вид
Капа или плувиал — полукруглый плащ без рукавов, закрывается впереди пряжкой. Сзади находится декорированный воротник, что оставляется с капюшоном. Часто капа украшена вышивкой и украшениями.

## Использование
Используется при процессиях, вечерних и торжественных литургиях в римско-католической, англиканской и евангелистской церквях.
Может использоваться также лицами, которые не принимали священства.

## Галерея

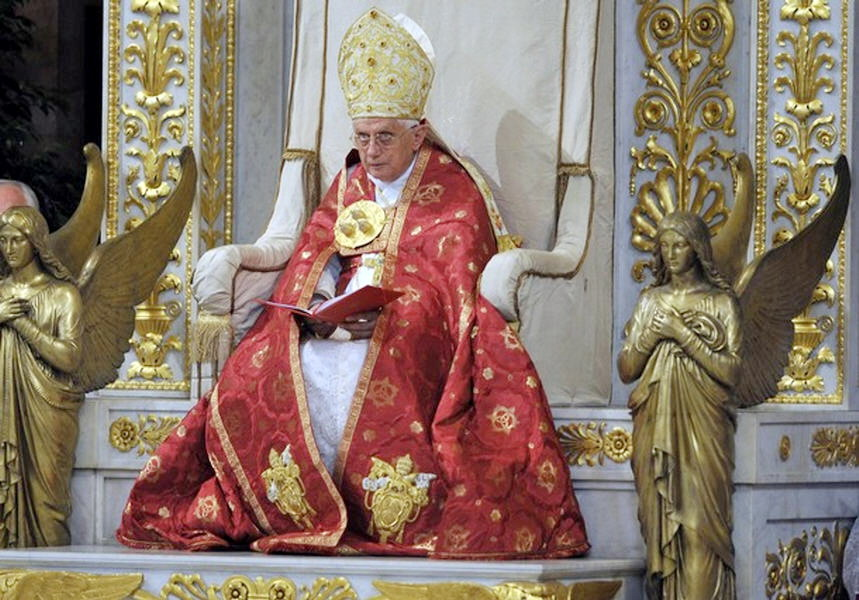
папа Бенедикт XVI
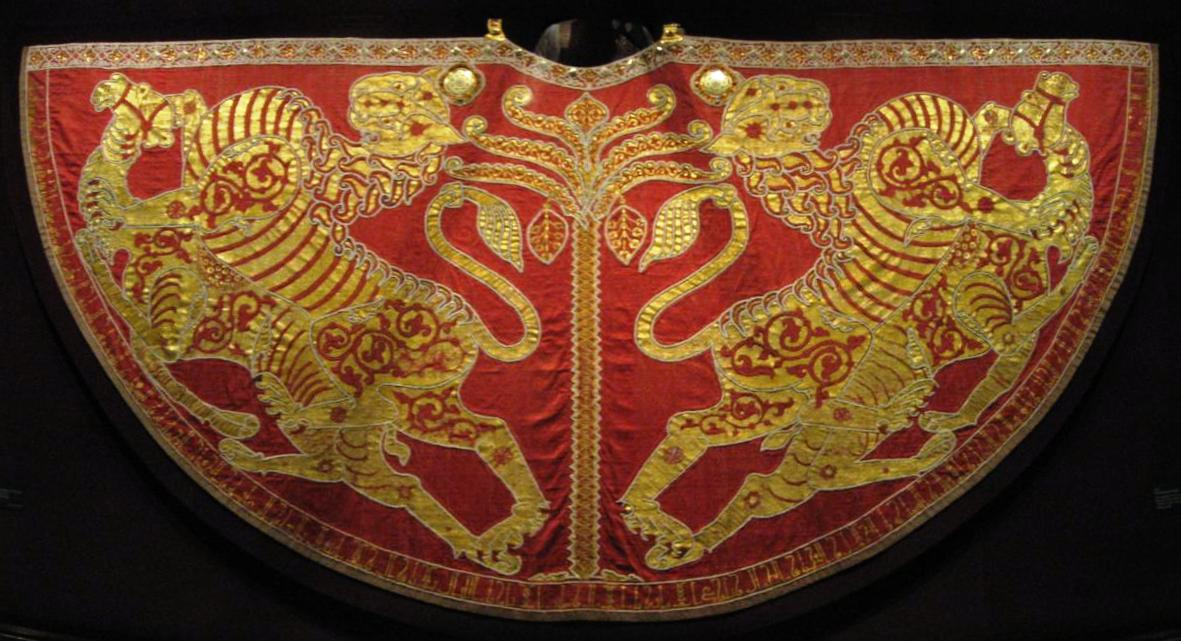
Капа
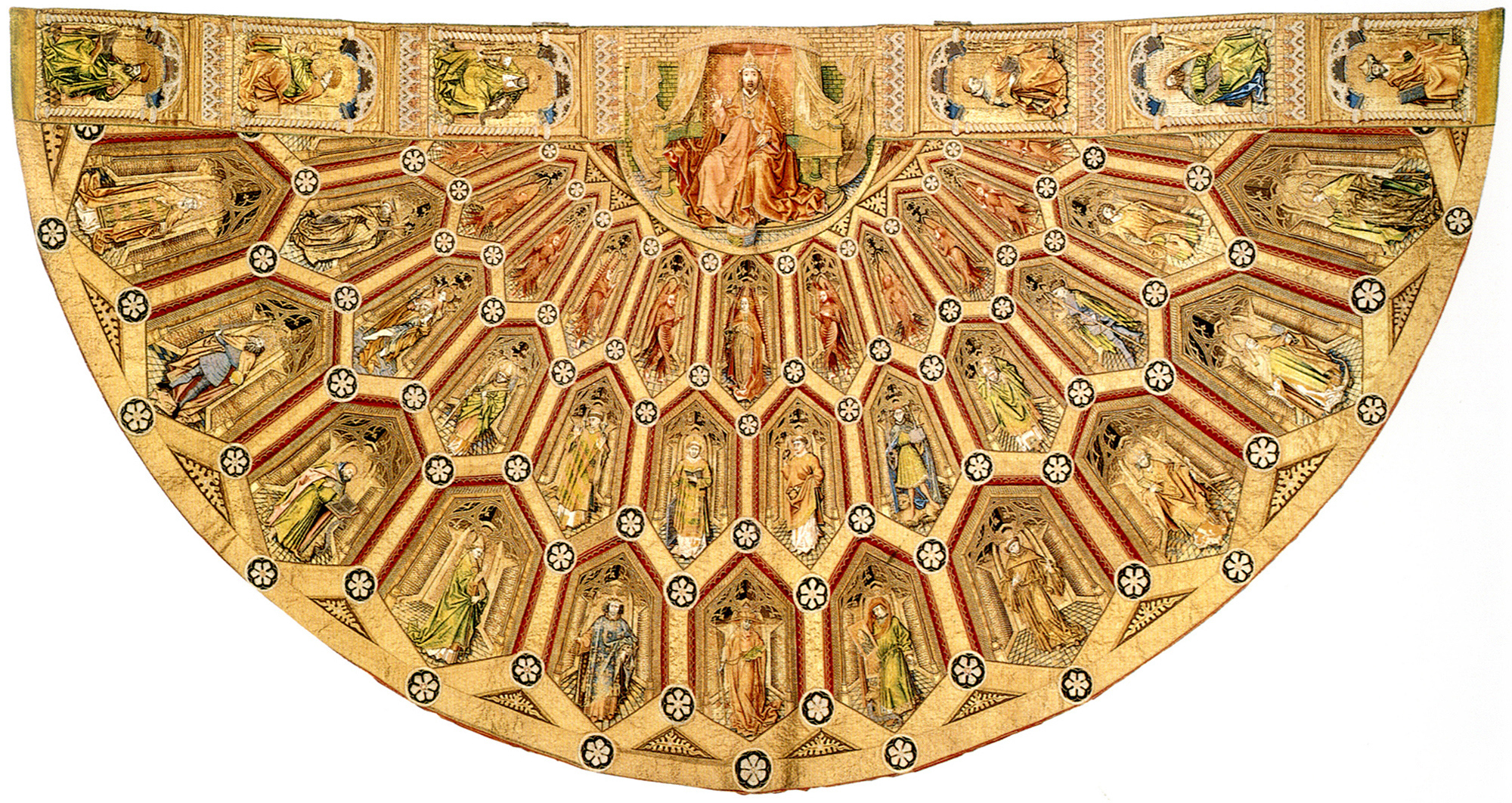
Капа с золотым шитьём
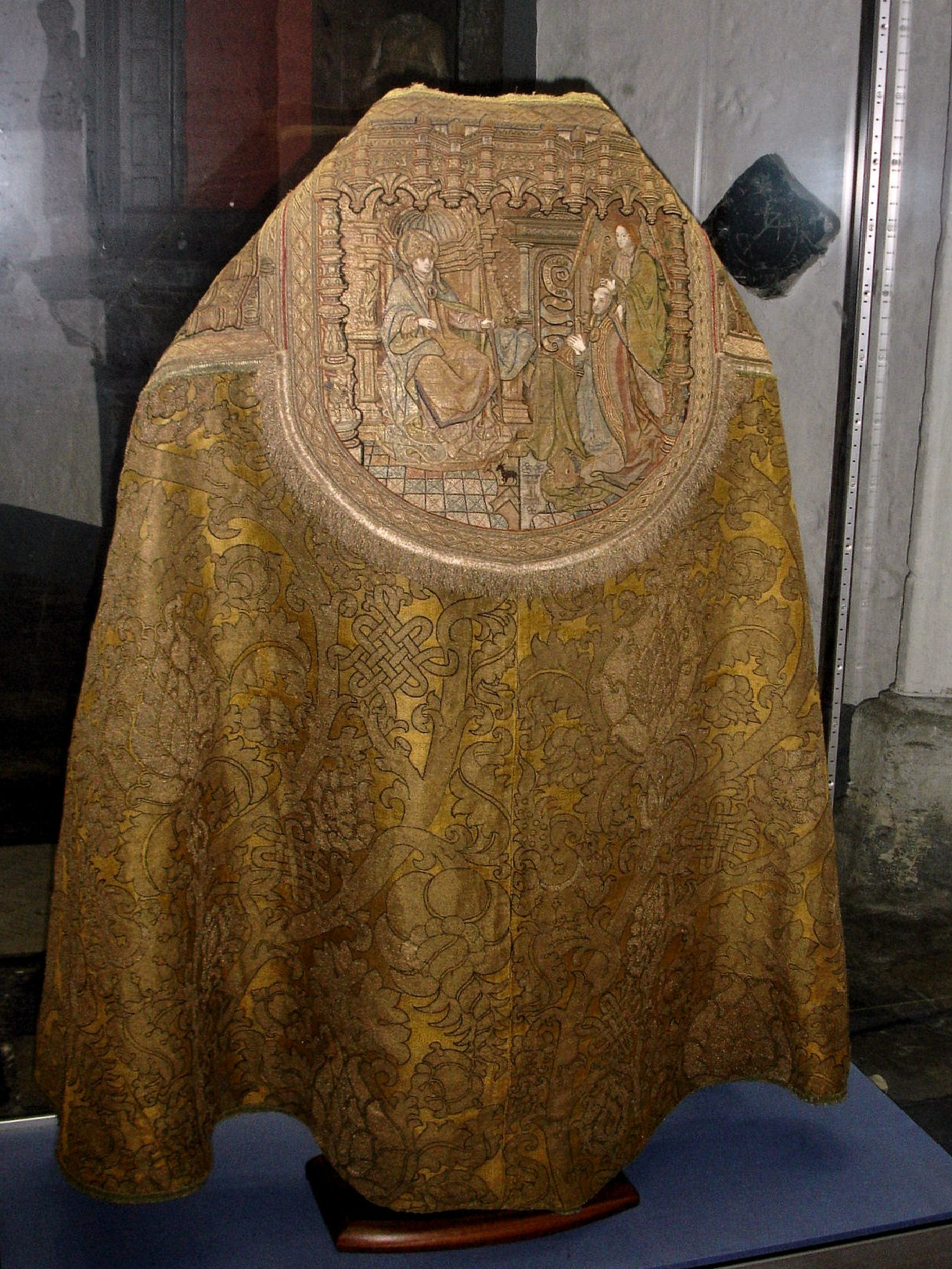
Капа XV века
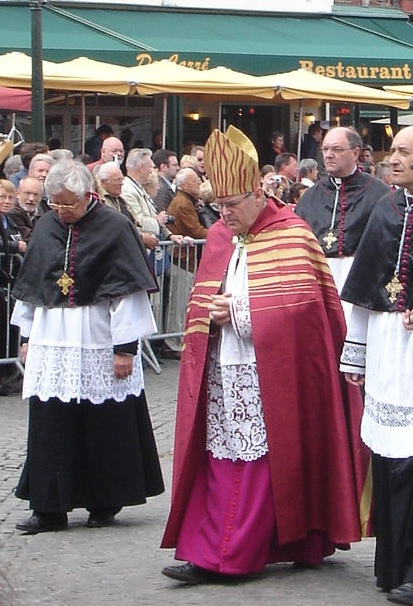
Епископ Брюгге в Капа во время церковной процессии